# Pteraster militaris
Pteraster militaris is een zeester uit de familie Pterasteridae. De wetenschappelijke naam van de soort werd in 1776 gepubliceerd door Otto Friedrich Müller. Deze zeester wordt gevonden in de noordelijke Grote Oceaan, de Noordelijke IJszee, de Barentszzee en de noordelijke Atlantische Oceaan.

## Beschrijving
Pteraster militaris is een robuuste zeester met een brede schijf, een grote centrale porie en vijf korte, gerimpelde, driehoekige armen. Het aborale (bovenste) oppervlak is bezaaid met papulae, elk bedekt met vier korte stekels en daarboven is een papierachtige bedekking die de zeester een opgeblazen, omvangrijk uiterlijk geeft. Het groeit uit tot een diameter van 85 mm en is meestal oranje, lichtgeel of wit gekleurd, soms met rode punten aan zijn armen.

## Verspreiding
Pteraster militaris wordt gevonden in rotsachtige leefomgevingen in water tot een diepte van 1100 meter in de Noordelijke IJszee, de Beringzee, de noordwestelijke Stille Oceaan tot ver naar het zuiden als Oregon, de Barentszzee en het noordoosten en noordwesten van de Atlantische Oceaan, tot ver naar het zuiden als de Noordzee en Newfoundland.

## Biologie
Pteraster militaris voedt zich met verschillende soorten sponzen, waaronder de sponssoorten Aphrocallistes vastus en Iophon cheliferum en ook met hydroïdpoliepen zoals de koraalsoort Stylaster norvigicus en paarse korstvormende Stylantheca-soorten.
Ongebruikelijk onder zeesterren is dat Pteraster militaris een deel van zijn jongen uitbroedt. Ongeveer veertig bevruchte eieren worden vastgehouden in de met water gevulde kamer onder de papierachtige buitenhuid en deze ontwikkelen zich tot juvenielen die 1 cm breed kunnen worden voordat ze hun weg naar buiten banen door de centrale porie. Eieren die te talrijk zijn om uit te broeden, worden direct in zee losgelaten waar ze planktonlarven worden. De uitbroedende juvenielen lijken zich te gedragen als ectoparasieten van het vrouwtje en voeden zich met maternale weefsels van de broedkamer. Ze kunnen ook dode embryo's, fecaal materiaal en slijm eten.